# Emphysomera bengalensis
Emphysomera bengalensis là một loài ruồi trong họ Asilidae. Emphysomera bengalensis được Joseph & Parui miêu tả năm 1987.